# Texas legislatur
Texas legislatur (engelska: Texas Legislature) är den lagstiftande församlingen i den amerikanska delstaten Texas. Legislaturen består likt USA:s kongress av två kammare, senaten och representanthuset.

## Senaten
Texas senat (engelska: Texas Senate) består av 31 senatorer valda i majoritetsval från 31 distrikt.
Mandatperioden är normalt fyra år, men efter att en federal census genomförts varje decennium, lottas ungefär hälften efter valsekvensen 2-4-4 och den andra efter valsekvensen 4-4-2. Systemet innebär att hälften av senaten väljs vartannat år.
För valbarhet krävs 26 års uppnådd ålder, att personen varit bosatt i Texas 5 år samt att vederbörande varit bosatt inom valdistriktets gränser ett år innan valet äger rum.
Texas viceguvernör är senatens talman, men viceguvernören har enbart rösträtt vid utslagsröst.

## Representanthuset
Texas representanthus (engelska: Texas House of Representatives) har 150 ledamöter som väljs i enmansvalkretsar för 150 distrikt på mandatperioder om två år.
För valbarhet krävs 21 års uppnådd ålder, varit bosatt i Texas två år samt att vederbörande varit bosatt inom valdistriktets gränser ett år innan valet äger rum.

## Bildgalleri

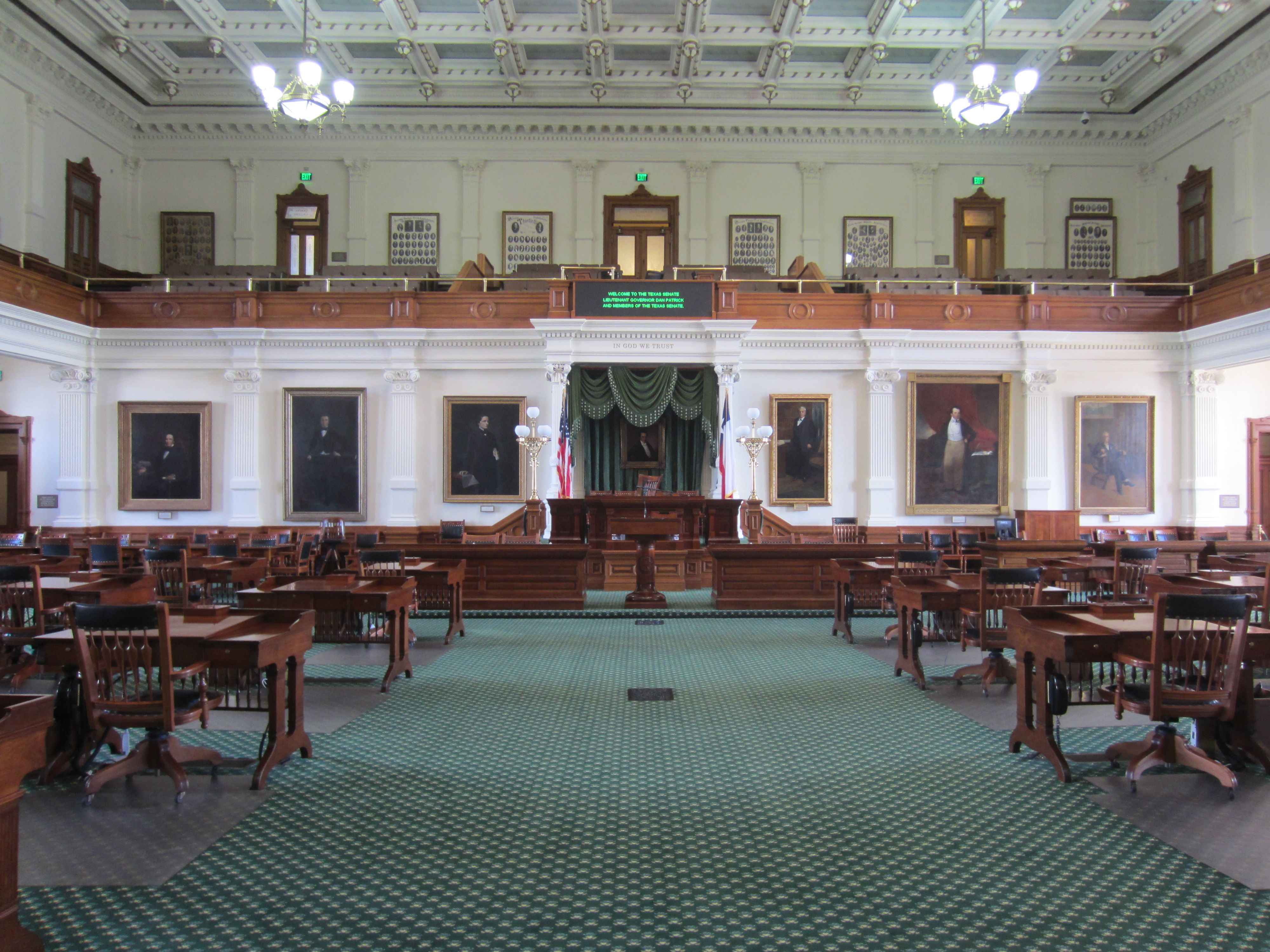
Senatens kammare
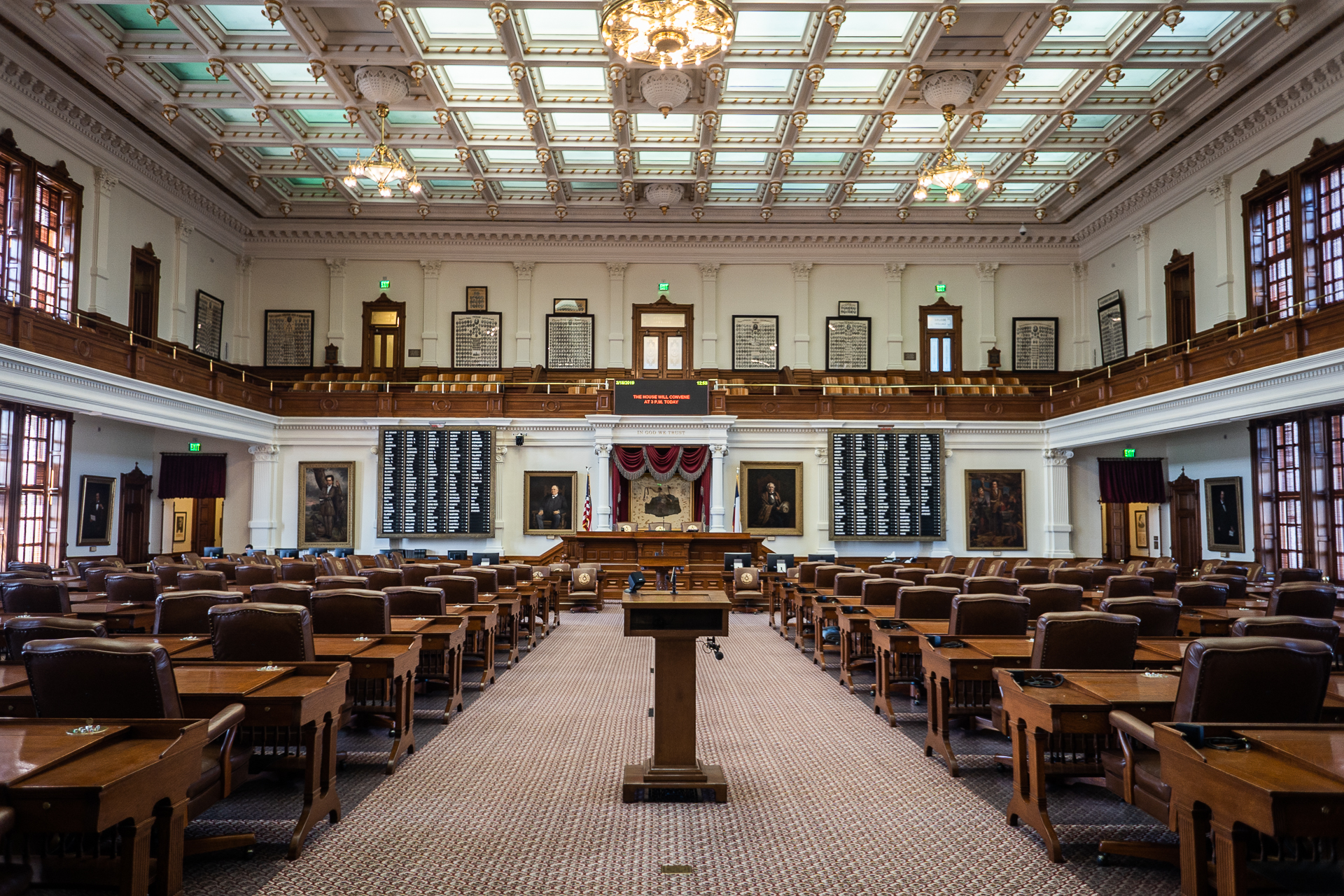
Representanthusets kammare